# کوئین (آلبوم)
| بررسی انتقادی              | بررسی انتقادی |
| منبع                       | رتبه‌بندی      |
| -------------------------- | ------------- |
| آل‌میوزیک                   | [ ۱ ] [ ۲ ]   |
| شیکاگو تریبون              | [ ۳ ]         |
| دانشنامه موسیقی عامه‌پسند   | [ ۴ ]         |
| پیچفورک مدیا               | 6.7/10        |
| پاپ‌مترز                    | 7/10          |
| کیو (مجله)                 | [ ۷ ]         |
| ریکورد کالکتر              | [ ۷ ]         |
| رولینگ استون               | [ ۷ ]         |
| راهنمای آلبوم رولینگ استون | [ ۸ ]         |

کوئین (به انگلیسی: Queen) نام نخستین آلبوم استودیویی گروه راک بریتانیایی می‌باشد که همنام با خود این آلبوم است است و در ماه ژوئیه ۱۹۷۳ انتشار یافت. این آلبوم در استودیو تریدنت و د لین لی واقع در لندن به تهیه‌کنندگی روی توماس بیکر، جان آنتونی و کوئین ضبط شد.
موسیقی پراگرسیو راک، هارد راک و هوی متال تأثیرات بسزایی بر آلبوم داشتند و گروه شکل متفاوتی از موسیقی راک را در این اثر به نمایش گذاشت. موضوعاتی همچون افسانه‌های قومی و سنتی (آهنگ «پادشاه افسونگر من») و حتی آئینی (آهنگ «عیسی مسیح») متن اشعار این آلبوم را در بر می‌گرفتند. خواننده اصلی گروه فردی مرکوری، پنج تا از ده ترانهٔ آلبوم را آهنگسازی کرد و گیتاریست برایان می، چهارتا از دیگر ترانه‌ها را ساخت (لازم است ذکر شود که ترانهٔ "صحیح انجام دادن به صورت مشترک توسط او و تیم استافل از گروه اسمایل نوشته شده‌است) و درامر گروه راجر تیلور، سازندگی و خوانندگی آهنگ «روزگار راک اند رول مدرن» را بر عهده داشت. آهنگ پایانی آلبوم یک موسیقی کوتاه و بدون کلام (اینسترومنتال) است.

## فهرست آهنگ‌ها
| بخش اول | بخش اول               | بخش اول        | بخش اول |
| شماره   | نام                   | نویسنده(ها)    | مدت     |
| ------- | --------------------- | -------------- | ------- |
| ۱.      | «Keep Yourself Alive» | برایان می      | ۳:۴۶    |
| ۲.      | «Doing All Right»     | می، تیم استافل | ۴:۱۰    |
| ۳.      | «Great King Rat»      | فردی مرکوری    | ۵:۴۱    |
| ۴.      | «My Fairy King»       | مرکوری         | ۴:۰۷    |

| بخش دوم | بخش دوم                             | بخش دوم     | بخش دوم |
| شماره   | نام                                 | نویسنده(ها) | مدت     |
| ------- | ----------------------------------- | ----------- | ------- |
| ۱.      | «دروغگو»                            | مرکوری      | ۶:۲۶    |
| ۲.      | «The Night Comes Down»              | می          | ۴:۲۴    |
| ۳.      | «Modern Times Rock 'n' Roll»        | راجر تیلور  | ۱:۴۸    |
| ۴.      | «Son and Daughter»                  | می          | ۳:۱۹    |
| ۵.      | «Jesus»                             | مرکوری      | ۳:۴۵    |
| ۶.      | «Seven Seas of Rhye» (Instrumental) | مرکوری      | ۱:۱۰    |

## نقش‌ها
- فردی مرکوری – خوانندهٔ اصلی و پشتیبان، پیانو، در قطعهٔ Liar
- برایان می – گیتار الکتریک و آکوستیک، خوانندهٔ پشتیبان، خوانندهٔ مکمل در Keep Yourself Alive، پیانو در Doing All Right
- راجر تیلور – درام، خوانندهٔ پشتیبان، خوانندهٔ اصلی در Modern Times Rock 'n' Roll، خوانندهٔ مکمل در Keep Yourself Alive
- جان دیکن – گیتار بیس

### پرسنل اضافه شده
- جان آنتونی – تهیه‌کننده، خوانندهٔ پشتیبان در Modern Times Rock 'n' Roll
- روی توماس بیکر – تهیه‌کننده، مهندسی صوت
- مایک استون – مهندسی صوت
- تد شارپ – مهندسی صوت

## جدول‌ها
| جدول (۱۹۷۳)              | اوج موقعیت |
| ------------------------ | ---------- |
| بیلبورد ۲۰۰ ایالات متحده | ۸۳         |

| جدول (۱۹۷۴)            | اوج موقعیت |
| ---------------------- | ---------- |
| جدول آلبوم‌های بریتانیا | ۴۷         |

| جدول (۱۹۷۵/۷۶)               | اوج موقعیت |
| ---------------------------- | ---------- |
| UK Albums Chart              | ۲۴         |
| استرالیا (Kent Music Report) | ۷۷         |

## گواهی‌نامه‌ها
| منطقه                                                              | گواهی  | واحد گواهی‌شده/فروش |
| ------------------------------------------------------------------ | ------ | ------------------ |
| لهستان (زدپی‌ای‌وی) 2009 Agora SA album reissue                      | پلاتین | ۲۰٬۰۰۰*            |
| بریتانیا (بی‌پی‌آی)                                                  | طلا    | ۱۰۰٬۰۰۰^           |
| ایالات متحده (آرآی‌ای‌ای)                                            | طلا    | ۵۰۰٬۰۰۰^           |
| * رقم فروش تنها بر پایهٔ گواهی‌ها. ^ رقم توزیع تنها بر پایهٔ گواهی‌ها. |        |                    |